# Tricimba acuticercalis
Tricimba acuticercalis är en tvåvingeart som beskrevs av Ismay 1993. Tricimba acuticercalis ingår i släktet Tricimba och familjen fritflugor. Inga underarter finns listade i Catalogue of Life.